# Punta Cian
Punta Cian – szczyt w Alpach Pennińskich, w masywie Luseney–Cian. Leży w północnych Włoszech w regionie Dolina Aosty. 
Szczyt można zdobyć ze schroniska Bivacco Rivolta (2900 m).